# Gargara minor
Gargara minor är en insektsart som beskrevs av William D. Funkhouser 1934. Gargara minor ingår i släktet Gargara och familjen hornstritar. Inga underarter finns listade i Catalogue of Life.